# What a Girl Wants (película)
Para la canción de Christina Aguilera, vea What a Girl Wants.
What a Girl Wants (Un sueño para ella en España y Lo que una chica quiere en Hispanoamérica) es una película de comedia adolescente de 2003 protagonizada por Amanda Bynes, Colin Firth, Kelly Preston y Oliver James. Fue dirigida por Dennie Gordon.
Es un remake de la película de 1958, The Reluctant Debutante que tuvo una adaptación al cine por William Douglas-Home, basada en su obra del mismo nombre.
El título, «What a Girl Wants», viene de la canción de Christina Aguilera, aunque no aparece en la película o en su banda sonora.

## Historia
Daphne Reynolds (Amanda Bynes) tiene lo que toda chica quiere. Esta joven norteamericana tiene un estilo único muy personal, una relación poco convencional pero cariñosa con su bohemia madre, Libby (Kelly Preston), y un futuro lleno de posibilidades. Pero a pesar de su extraordinaria promesa, Daphne se siente incompleta y sola. Ella sueña con encontrar un día al padre que nunca ha conocido, el hombre que amaba profundamente a Libby hace diecisiete años, pero que al final la dejó porque su aristocrática familia la consideraba poco adecuada. Decidida a vivir su fantasía de forjar una relación de cuento de hadas con su padre ausente, Daphne, en un impulso, sube a un vuelo a Londres. Allí se descubre que su padre es un político de alto perfil, Lord Henry Dashwood (Colin Firth), quien ha renunciado a su polémico lugar en la sucesión real (Daphne es número 39 en línea) como candidato a la Cámara de los Comunes. Henry abre su vida y su calendario social a la hija que nunca supo que existía, pero la aparición de Daphne en la alta sociedad crea un revuelo que amenaza con minar su carrera política. Como no quería poner en peligro su campaña para las próximas elecciones, Daphne reprime su personalidad naturalmente vibrante, se rehace a sí misma como una debutante adecuada y se sumerge en un torbellino de eventos sociales británicos. Pero incluso con el apoyo de Henry, que no está recibiendo ninguna ayuda de su novia celosa ni de su hija cómplice, se empeñan en arruinar a Daphne en cada paso. Con la ayuda de Ian (Oliver James), un encantador músico local y la sociedad inteligente, Daphne intenta demostrar que el amor, junto con la etiqueta adecuada, puede conquistar todo. Sin embargo, Daphne se da cuenta de que no le gusta la persona en la que se está convirtiendo en el proceso. Por mucho que quiera ser la hija de su padre, ella se da cuenta de que no vale la pena si no puede ser ella misma. Aunque en su mayoría se trata de afectados por la intervención de la novia de Henry durante su baile de debutantes, cuando ella con frialdad y crueldad encierra a Daphne en un armario para evitar que Henry la vincule con ella. Ella regresa a su casa, pero Henry se da cuenta de lo mucho que ama a Daphne y va a su encuentro. La película termina con la madre de Daphne oficialmente casada con el padre de Daphne. Daphne también se convierte en novia de Ian y ella va a la Universidad de Oxford para poder estar cerca de él.

## Elenco
- Amanda Bynes como Daphne Dashwood Reynolds
- Colin Firth como Lord Henry Dashwood.
- Kelly Preston como Libby Reynolds.
- Oliver James como Ian Wallace.
- Eileen Atkins como Jocelyn Dashwood.
- Anna Chancellor como Glynnis Payne.
- Jonathan Pryce como Alistair Payne.
- Christina Cole como Clarissa Payne.
- Sylvia Syms como Princesa Charlotte.
- Tara Summers como Noelle.
- Ben Scholfield como Armistead Stuart.
- Cassie Powney como Peach Orwood.
- Connie Powney como Pear Orwood.
- Peter Hugo como Príncipe Charles.
- Matthew Turpin como Príncipe William.
- Elliot Gibson como Príncipe Harry.

## Cambios del cartel
Esta película se estrenó durante la guerra con Irak que hizo que Warner Bros cambiara el cartel para la película.
Ya que el cartel original mostraba a Amanda Bynes mostrando un símbolo de paz, el cartel fue cambiado entonces el símbolo de la paz fue eliminado. El estudio pareció que no quería que nadie pensara que el arte del cartel pareciere una protesta contra la guerra, que al parecer expresó su preocupación de la censura en algunos sectores.